# Відстань від точки до площини
В евклідовому просторі відстань від точки до площини — відстань між даною точкою та її ортогональною проєкцією на площину, перпендикулярна відстань до найближчої точки на площині.
Її можна знайти, почавши з підстановки, яка зміщує початок координат у дану точку, а потім знайшовши на зміщеній площині {\displaystyle ax+by+cz=d} точку, найближчу до початку координат. Отримана точка має декартові координати {\displaystyle (x,y,z)}:
{\displaystyle \displaystyle x={\frac {ad}{a^{2}+b^{2}+c^{2}}},\quad \quad \displaystyle y={\frac {bd}{a^{2}+b^{2}+c^{2}}},\quad \quad \displaystyle z={\frac {cd}{a^{2}+b^{2}+c^{2}}}}.
Відстань між початком координат і точкою {\displaystyle (x,y,z)} є {\displaystyle {\sqrt {x^{2}+y^{2}+z^{2}}}}.

## Перетворення загальної задачі на задачу відстані від початку координат
Нехай потрібно знайти на площині точку, найближчу до точки ({\displaystyle X_{0},Y_{0},Z_{0}}), і площину задано як {\displaystyle aX+bY+cZ=D}. Визначимо {\displaystyle x=X-X_{0}}, {\displaystyle y=Y-Y_{0}}, {\displaystyle z=Z-Z_{0}} та {\displaystyle d=D-aX_{0}-bY_{0}-cZ_{0}}, щоб рівняння площини набуло вигляду {\displaystyle ax+by+cz=d}. Тепер задача полягає в тому, щоб знайти на цій площині точку, найближчу до початку координат, та її відстань від початку координат. Координати точки на площині в початковій системі координат можна знайти, скориставшись співвідношеннями між {\displaystyle x} і {\displaystyle X}, між {\displaystyle y} і {\displaystyle Y} та між {\displaystyle z} і {\displaystyle Z}; відстань у початкових координатах така ж, як і відстань у нових координатах.

## Переформулювання в термінах лінійної алгебри
Формулу для найближчої до початку координат точки можна виразити лаконічніше, скориставшись позначеннями з лінійної алгебри. Вираз {\displaystyle ax+by+cz} у визначенні площини є скалярним добутком {\displaystyle (a,b,c)\cdot (x,y,z)}, і вираз {\displaystyle a^{2}+b^{2}+c^{2}} що з'являється в розв'язку, є квадратом норми {\displaystyle |(a,b,c)|^{2}}. Отже, якщо {\displaystyle \mathbf {v} =(a,b,c)} — заданий вектор, площину можна описати як множину векторів {\displaystyle \mathbf {w} } для яких {\displaystyle \mathbf {v} \cdot \mathbf {w} =d}, а найближча точка на цій площині до початку координат — це вектор
{\displaystyle \mathbf {p} ={\frac {\mathbf {v} d}{|\mathbf {v} |^{2}}}}.
Евклідова відстань від початку координат до площини дорівнює нормі цієї точки,
{\displaystyle {\frac {|d|}{|\mathbf {v} |}}={\frac {|d|}{\sqrt {a^{2}+b^{2}+c^{2}}}}}.

## Чому це найближча точка
Як у координатному, так і у векторному формулюваннях перевірити, чи дана точка лежить на даній площині, можна, підставивши точку в рівняння площини.
Щоб переконатися, що це найближча до початку координат точка площини, зауважте, що {\displaystyle \mathbf {p} } скалярно кратний вектору {\displaystyle \mathbf {v} }, який визначає площину, тому ортогональний до площини. Отже, якщо {\displaystyle \mathbf {q} } — будь-яка точка на площині, окрім самої {\displaystyle \mathbf {p} }, то відрізки від початку координат до {\displaystyle \mathbf {p} } і від {\displaystyle \mathbf {p} } до {\displaystyle \mathbf {q} } утворюють прямокутний трикутник, а за теоремою Піфагора відстань від початку координат до {\displaystyle q} дорівнює
{\displaystyle {\sqrt {|\mathbf {p} |^{2}+|\mathbf {p} -\mathbf {q} |^{2}}}}.
Оскільки {\displaystyle |\mathbf {p} -\mathbf {q} |^{2}} має бути додатним числом, то ця відстань більша за {\displaystyle |\mathbf {p} |}, відстань від початку координат до {\displaystyle \mathbf {p} }.
Як варіант, можна переписати рівняння площини, використовуючи скалярні добутки з {\displaystyle \mathbf {p} } замість початкового скалярного добутку з {\displaystyle \mathbf {v} } (оскільки ці два вектори є скалярно кратні один одному), після чого той факт, що {\displaystyle \mathbf {p} } — найближча точка, стає безпосереднім наслідком нерівності Коші — Шварца.

## Найближча точка та відстань для гіперплощини та довільної точки
Векторне рівняння гіперплощини в {\displaystyle n}-вимірному евклідовому просторі {\displaystyle \mathbb {R} ^{n}}, що містить точку {\displaystyle \mathbf {p} }, з вектором нормалі {\displaystyle \mathbf {a} \neq \mathbf {0} }: {\displaystyle (\mathbf {x} -\mathbf {p} )\cdot \mathbf {a} =0} або {\displaystyle \mathbf {x} \cdot \mathbf {a} =d} де {\displaystyle d=\mathbf {p} \cdot \mathbf {a} }. Відповідна декартова форма має вигляд {\displaystyle a_{1}x_{1}+a_{2}x_{2}+\cdots +a_{n}x_{n}=d} де {\displaystyle d=\mathbf {p} \cdot \mathbf {a} =a_{1}p_{1}+a_{2}p_{2}+\cdots a_{n}p_{n}}.
Найближча точка на цій гіперплощині до довільної точки {\displaystyle \mathbf {y} }
{\displaystyle \mathbf {x} =\mathbf {y} -\left[{\dfrac {(\mathbf {y} -\mathbf {p} )\cdot \mathbf {a} }{\mathbf {a} \cdot \mathbf {a} }}\right]\mathbf {a} =\mathbf {y} -\left[{\dfrac {\mathbf {y} \cdot \mathbf {a} -d}{\mathbf {a} \cdot \mathbf {a} }}\right]\mathbf {a} }
і відстань від {\displaystyle \mathbf {y} } до гіперплощини дорівнює
{\displaystyle \left\|\mathbf {x} -\mathbf {y} \right\|=\left\|\left[{\dfrac {(\mathbf {y} -\mathbf {p} )\cdot \mathbf {a} }{\mathbf {a} \cdot \mathbf {a} }}\right]\mathbf {a} \right\|={\dfrac {\left|(\mathbf {y} -\mathbf {p} )\cdot \mathbf {a} \right|}{\left\|\mathbf {a} \right\|}}={\dfrac {\left|\mathbf {y} \cdot \mathbf {a} -d\right|}{\left\|\mathbf {a} \right\|}}}
У декартовій формі найближчу точку задаємо як {\displaystyle x_{i}=y_{i}-ka_{i}} для {\displaystyle 1\leq i\leq n} де
{\displaystyle k={\dfrac {\mathbf {y} \cdot \mathbf {a} -d}{\mathbf {a} \cdot \mathbf {a} }}={\dfrac {a_{1}y_{1}+a_{2}y_{2}+\cdots a_{n}y_{n}-d}{a_{1}^{2}+a_{2}^{2}+\cdots a_{n}^{2}}}} ,
і відстань від {\displaystyle \mathbf {y} } до гіперплощини є
{\displaystyle {\dfrac {\left|a_{1}y_{1}+a_{2}y_{2}+\cdots a_{n}y_{n}-d\right|}{\sqrt {a_{1}^{2}+a_{2}^{2}+\cdots a_{n}^{2}}}}}.
Отже, в {\displaystyle \mathbb {R} ^{3}} точка на площині {\displaystyle ax+by+cz=d} найближча до довільної точки {\displaystyle (x_{1},y_{1},z_{1})} є {\displaystyle (x,y,z)}, задана як
{\displaystyle \left.{\begin{array}{l}x=x_{1}-ka\\y=y_{1}-kb\\z=z_{1}-kc\end{array}}\right\}}
де
{\displaystyle k={\dfrac {ax_{1}+by_{1}+cz_{1}-d}{a^{2}+b^{2}+c^{2}}}},
а відстань від точки до площини дорівнює
{\displaystyle {\dfrac {\left|ax_{1}+by_{1}+cz_{1}-d\right|}{\sqrt {a^{2}+b^{2}+c^{2}}}}}.